# Oecobiidae
Oecobiidae Blackwall, 1862 è una famiglia di ragni appartenente all'infraordine Araneomorphae.

## Etimologia
Il nome deriva dal greco οἷκος, òikos cioè casa, tana, riparo, βὶος, bìos cioè vita, ed il suffisso -idae, che designa l'appartenenza ad una famiglia. Il significato del nome deriva dal fatto che le specie più comuni sono reperibili spesso all'interno delle abitazioni.

## Caratteristiche
Sono ragni piuttosto piccoli, raramente di dimensioni maggiori ai 2 millimetri. Le prime due paia di zampe hanno le punte ricurvabili all'indietro. Mentre il genere Oecobius è provvisto di cribellum, il genere Uroctea ne è privo.

## Biologia
Sono abituati ad attaccare anche prede più grandi di loro invischiandole in una grossa quantità di ragnatela finché possono avvicinarsi e colpire con sicurezza. Nello specifico è degna di nota la tecnica di caccia del genere Oecobius, che consiste nel correre velocemente attorno alla preda legandola con la propria tela, prima di finirla.

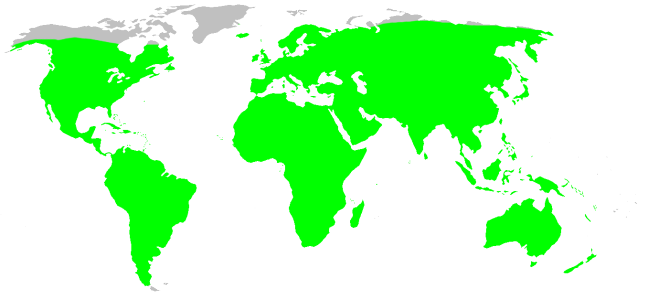
Distribuzione della famiglia Oecobiidae.

## Distribuzione e habitat
La famiglia è quasi cosmopolita, non essendo presente solamente ai circoli polari. Le specie Oecobius navus e Oecobius cellariorum sono le più diffuse essendo presenti su tutto l'areale della famiglia.
Buona parte delle specie costruisce la tela in zone riparate come l'interno di alberi o rocce. L'habitat preferito di alcune delle specie sinantropiche è un luogo riparato all'esterno o all'interno delle abitazioni umane, dove preferiscono fare la loro ragnatela nelle intersezioni dei soffitti o negli spigoli interni dei muri.

## Tassonomia
Di seguito sono elencate tutti i 6 generi, le 119 specie, e le 2 sottospecie della famiglia Oecobiidae note al 1 dicembre 2020.
- Oecobius Lucas, 1846.
  - Oecobius achimota Shear & Benoit, 1974 — Ghana.
  - Oecobius aculeatus Wunderlich, 1987 — Isole Canarie.
  - Oecobius affinis O. P.-Cambridge, 1872 — Siria, Giordania.
  - Oecobius agaetensis Wunderlich, 1992 — Isole Canarie.
  - Oecobius albipunctatus O. P.-Cambridge, 1872 — Siria.
  - Oecobius alhoutyae Wunderlich, 1995 — Kuwait.
  - Oecobius amboseli Shear & Benoit, 1974 — Egitto, Kenya, Uganda.
  - Oecobius annulipes Lucas, 1846 — Algeria.Oecobius annulipes, vista dorsale.

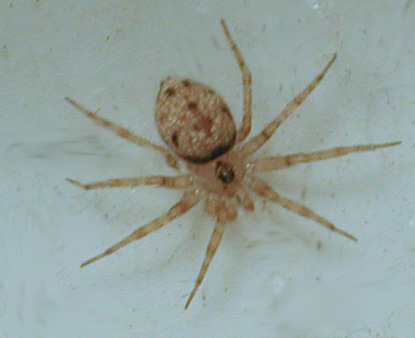
Oecobius annulipes, vista dorsale.

  - Oecobius ashmolei Wunderlich, 1992 — Isole Canarie.
  - Oecobius beatus Gertsch & Davis, 1937 — Messico.
  - Oecobius bracae Shear, 1970 — Messico.
  - Oecobius brachyplura (Strand, 1913) — Israele.
    - Oecobius brachyplura demaculata (Strand, 1914) — Israele.

  - Oecobius bumerang Wunderlich, 2011 — Isole Canarie.
  - Oecobius caesaris Wunderlich, 1987 — Isole Canarie, Isole Azzorre.
  - Oecobius cambridgei Wunderlich, 1995 — Libano.
  - Oecobius camposi Wunderlich, 1992 — Isole Canarie.
  - Oecobius cellariorum (Dugès, 1836) — Cosmopolita.
  - Oecobius chiasma Barman, 1978 — India.
  - Oecobius civitas Shear, 1970 — Messico.
  - Oecobius concinnus Simon, 1893 — Dagli USA al Brasile, Isole Galapagos (introdotto in altre località).
  - Oecobius culiacanensis Shear, 1970 — Messico.
  - Oecobius cumbrecita Wunderlich, 1987 — Isole Canarie.
  - Oecobius depressus Wunderlich, 1987 — Isole Canarie.
  - Oecobius dolosus Wunderlich, 1987 — Isole Canarie.
  - Oecobius doryphorus Schmidt, 1977 — Isole Canarie.
  - Oecobius duplex Wunderlich, 2011 — Isole Canarie.
  - Oecobius eberhardi Santos & Gonzaga, 2008 — Costa Rica.
  - Oecobius erjosensis Wunderlich, 1992 — Isole Canarie.
  - Oecobius fahimii Zamani & Marusik, 2018 — Iran.
  - Oecobius ferdowsii Mirshamsi, Zamani & Marusik, 2017 — Iran.
  - Oecobius fortaleza Wunderlich, 1992 — Isole Canarie.
  - Oecobius fuerterotensis Wunderlich, 1992 — Isole Canarie.
  - Oecobius furcula Wunderlich, 1992 — Isole Canarie.
  - Oecobius gomerensis Wunderlich, 1979 — Isole Canarie.
  - Oecobius hayensis Wunderlich, 1992 — Isole Canarie.
  - Oecobius hidalgoensis Wunderlich, 1992 — Isole Canarie.
  - Oecobius hierroensis Wunderlich, 1987 — Isole Canarie.
  - Oecobius hoffmannae Jiménez & Llinas, 2005 — Messico.
  - Oecobius idolator Shear & Benoit, 1974 — Burkina Faso.
  - Oecobius iguestensis Wunderlich, 1992 — Isole Canarie.
  - Oecobius ilamensis Mirshamsi, Zamani & Marusik, 2017 — Iran.
  - Oecobius incertus Wunderlich, 1995 — Africa settentrionale.
  - Oecobius infierno Wunderlich, 1987 — Isole Canarie.
  - Oecobius infringens Wunderlich, 2011 — Isole Canarie.
  - Oecobius interpellator Shear, 1970 — USA.
  - Oecobius isolatoides Shear, 1970 — USA, Messico.
  - Oecobius isolatus Chamberlin, 1924 — USA, Messico.
  - Oecobius juangarcia Shear, 1970 — Messico.
  - Oecobius kowalskii Magalhães & Santos, 2018 — Madagascar.
  - Oecobius lampeli Wunderlich, 1987 — Isole Canarie.
  - Oecobius latiscapus Wunderlich, 1992 — Isole Canarie.
  - Oecobius linguiformis Wunderlich, 1995 — Isole Canarie.
  - Oecobius longiscapus Wunderlich, 1992 — Isole Canarie.
  - Oecobius machadoi Wunderlich, 1995 — Portogallo, Spagna.
  - Oecobius maculatus Simon, 1870 (sin. Oecobius kahmanni Kritscher, 1966) — Dal Mediterraneo all'Azerbaigian.
  - Oecobius marathaus Tikader, 1962 — Area intertropicale.
  - Oecobius maritimus Wunderlich, 1987 — Isole Canarie.
  - Oecobius minor Kulczynski, 1909 — Isole Azzorre, Madeira.
  - Oecobius nadiae (Spassky, 1936) — Asia centrale, Cina.
  - Oecobius navus Blackwall, 1859 — Cosmopolita. Un tempo considerata sottospecie di O. annulipes, presente invece solo in Algeria.
    - Oecobius navus hachijoensis Uyemura, 1965 — Giappone.Oecobius navus femmina, vista dorsale. Oecobius navus femmina, vista ventrale di opistosoma e filiere.

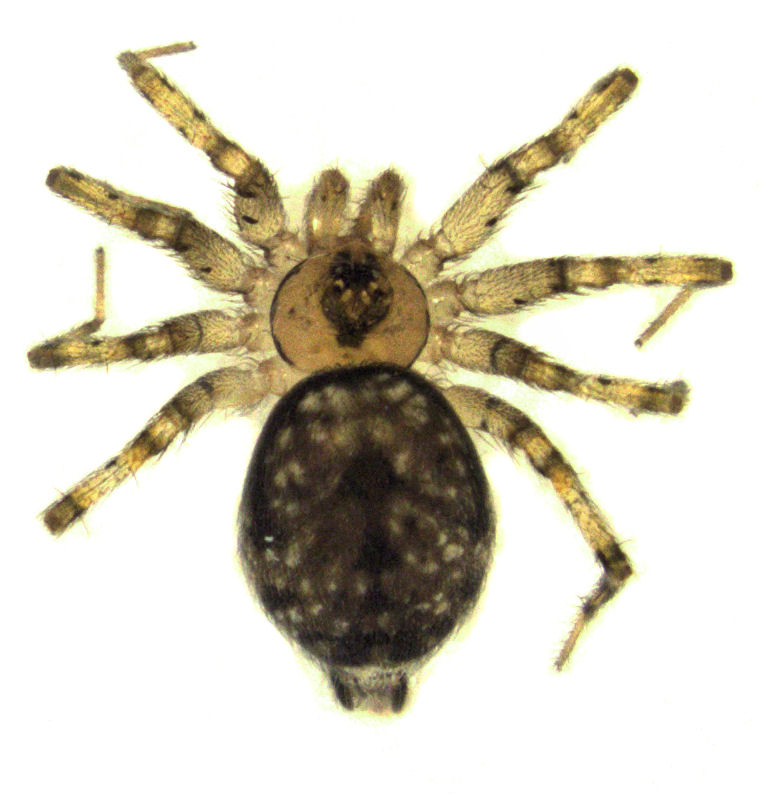
Oecobius navus femmina, vista dorsale.

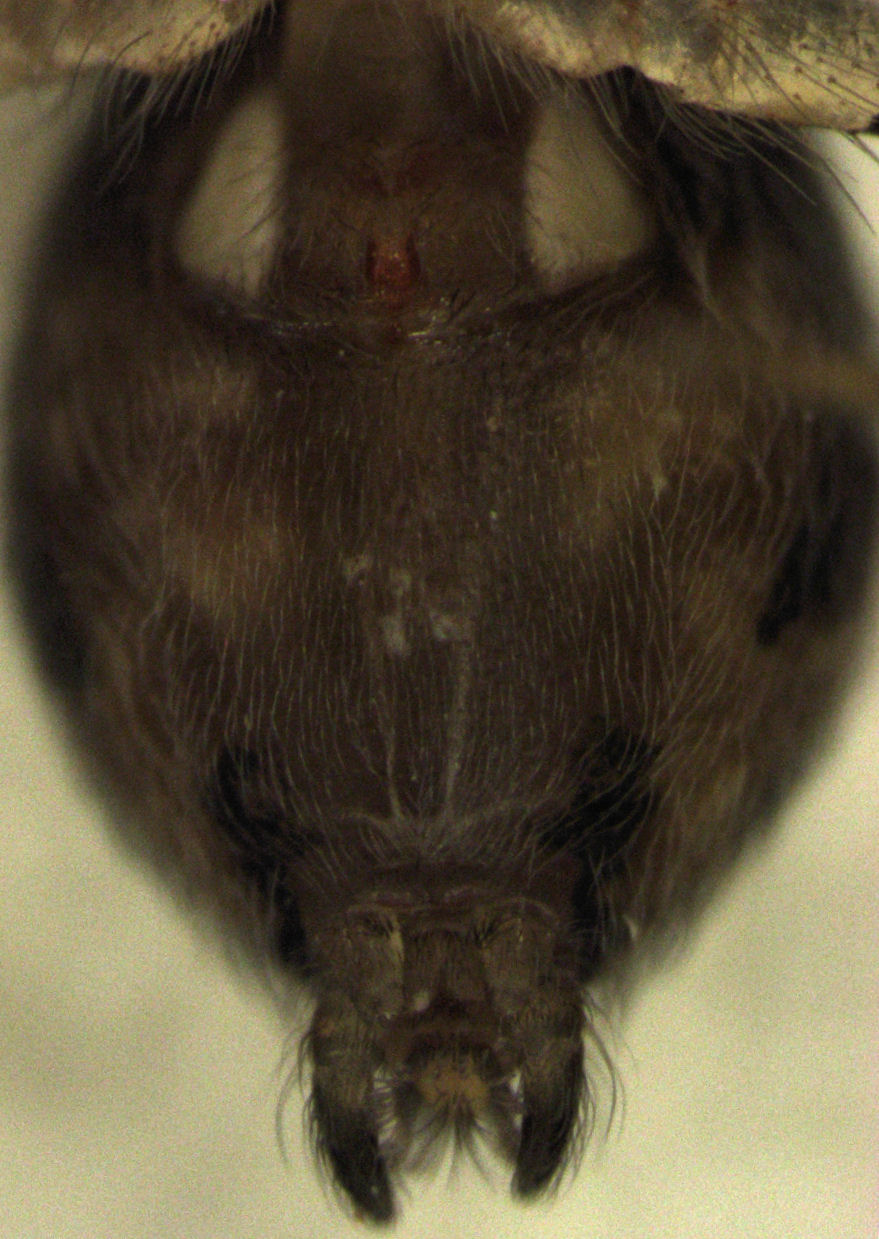
Oecobius navus femmina, vista ventrale di opistosoma e filiere.

  - Oecobius palmensis Wunderlich, 1987 — Isole Canarie.
  - Oecobius parapsammophilus Wunderlich, 2011 — Isole Canarie.
  - Oecobius pasteuri Berland & Millot, 1940 — Africa occidentale.
  - Oecobius paulomaculatus Wunderlich, 1995 — Algeria.
  - Oecobius persimilis Wunderlich, 1987 — Isole Canarie.
  - Oecobius petronius Simon, 1890 — Yemen.
  - Oecobius piaxtla Shear, 1970 — Messico.
  - Oecobius pinoensis Wunderlich, 1992 — Isole Canarie.
  - Oecobius przewalskyi Hu & Li, 1987 — Tibet.
  - Oecobius psammophilus Wunderlich, 2011 — Isole Canarie.
  - Oecobius pseudodepressus Wunderlich, 1992 — Isole Canarie.
  - Oecobius putus O. P.-Cambridge, 1876 — Egitto, dal Sudan all'Azerbaigian, (USA, introdotto).
  - Oecobius rhodiensis Kritscher, 1966 — Grecia.
  - Oecobius rioensis Wunderlich, 1992 — Isole Canarie.
  - Oecobius rivula Shear, 1970 — Messico.
  - Oecobius rugosus Wunderlich, 1987 — Isole Canarie.
  - Oecobius selvagensis Wunderlich, 1995 — Isole Selvagens (Isole Canarie).
  - Oecobius sheari Benoit, 1975 — Ciad.
  - Oecobius similis Kulczynski, 1909 — Madeira, Isole Canarie, Isole Azzorre, Isola Sant'Elena.
  - Oecobius simillimus Wunderlich, 2011 — Isole Canarie.
  - Oecobius sinescapus Wunderlich, 2017 — Isole Canarie.
  - Oecobius sombrero Wunderlich, 1987 — Isole Canarie.
  - Oecobius tadzhikus Andreeva & Tyschchenko, 1969 — Asia centrale.
  - Oecobius tasarticoensis Wunderlich, 1992 — Isole Canarie.
  - Oecobius teliger O. P.-Cambridge, 1872 — Libano.
  - Oecobius templi O. P.-Cambridge, 1876 — Egitto, Sudan.
  - Oecobius tibesti Shear & Benoit, 1974 — Ciad.
  - Oecobius trimaculatus O. P.-Cambridge, 1872 — Giordania.
  - Oecobius unicoloripes Wunderlich, 1992 — Isole Canarie.

- Paroecobius Lamoral, 1981.
  - Paroecobius nicolaii Wunderlich, 1995 — Sudafrica.
  - Paroecobius private Magalhães & Santos, 2018 — Madagascar.
  - Paroecobius rico Magalhães & Santos, 2018 — Madagascar.
  - Paroecobius skipper Magalhães & Santos, 2018 — Madagascar.
  - Paroecobius wilmotae Lamoral, 1981 — Botswana.

- Platoecobius Chamberlin & Ivie, 1935.
  - Platoecobius floridanus (Banks, 1896) — USA.
  - Platoecobius kooch Santos & Gonzaga, 2008 — Argentina.

- Uroctea Dufour, 1820.
  - Uroctea compactilis L. Koch, 1878 — Cina, Corea, Giappone. Uroctea compactilis, vista dorsale.

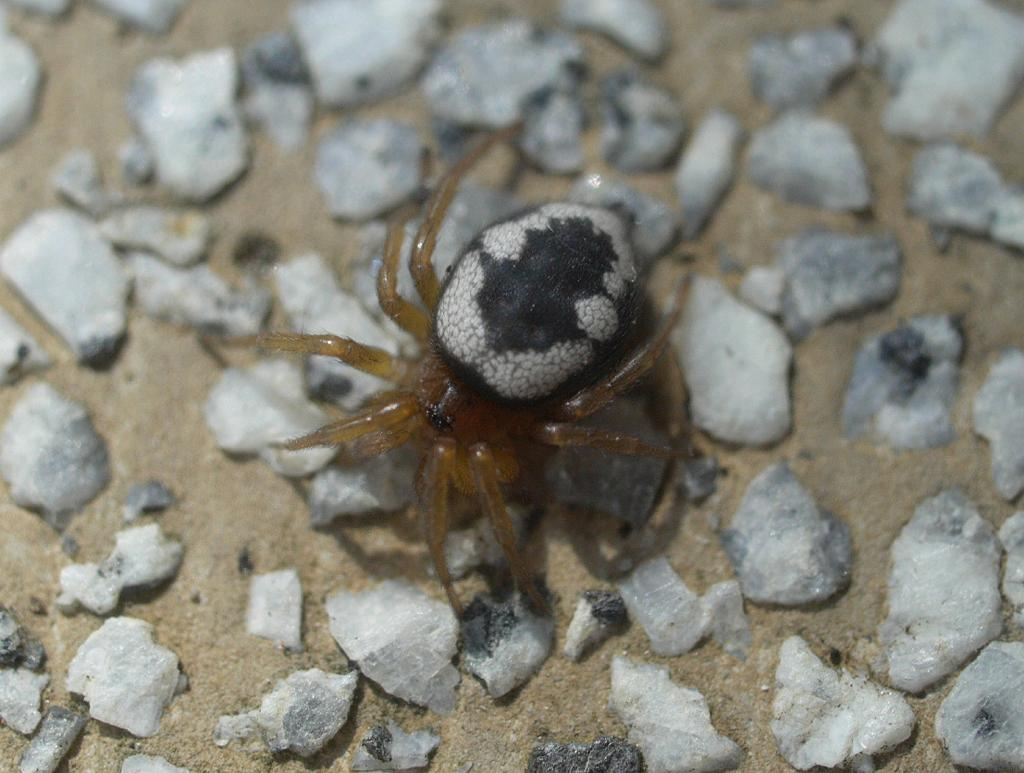
Uroctea compactilis, vista dorsale.

  - Uroctea concolor Simon, 1882 — Yemen.

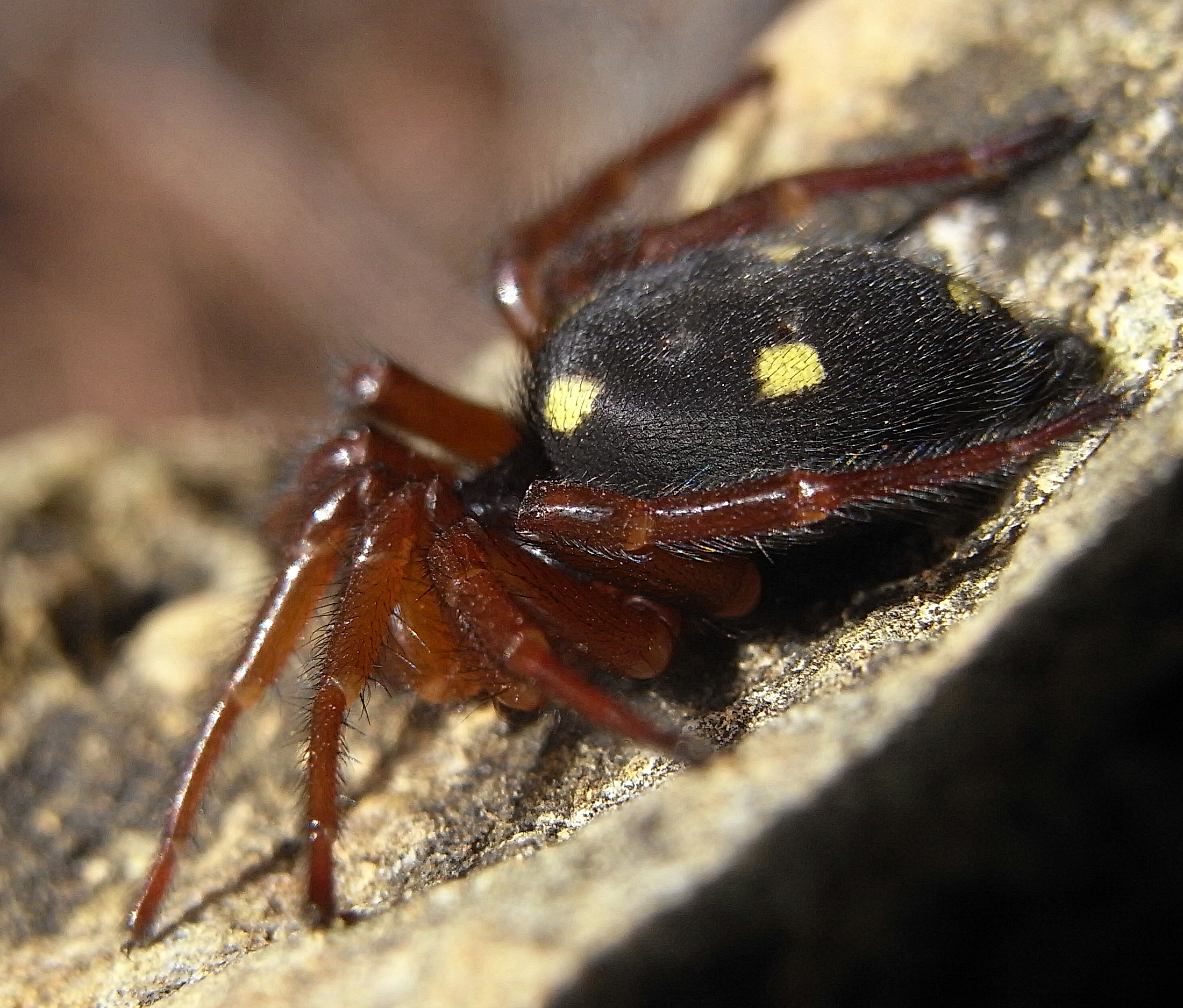
Uroctea durandi, vista laterale.

  - Uroctea durandi (Latreille, 1809) — Mediterraneo.Uroctea durandi, vista laterale. Uroctea durandi, ragnatela.

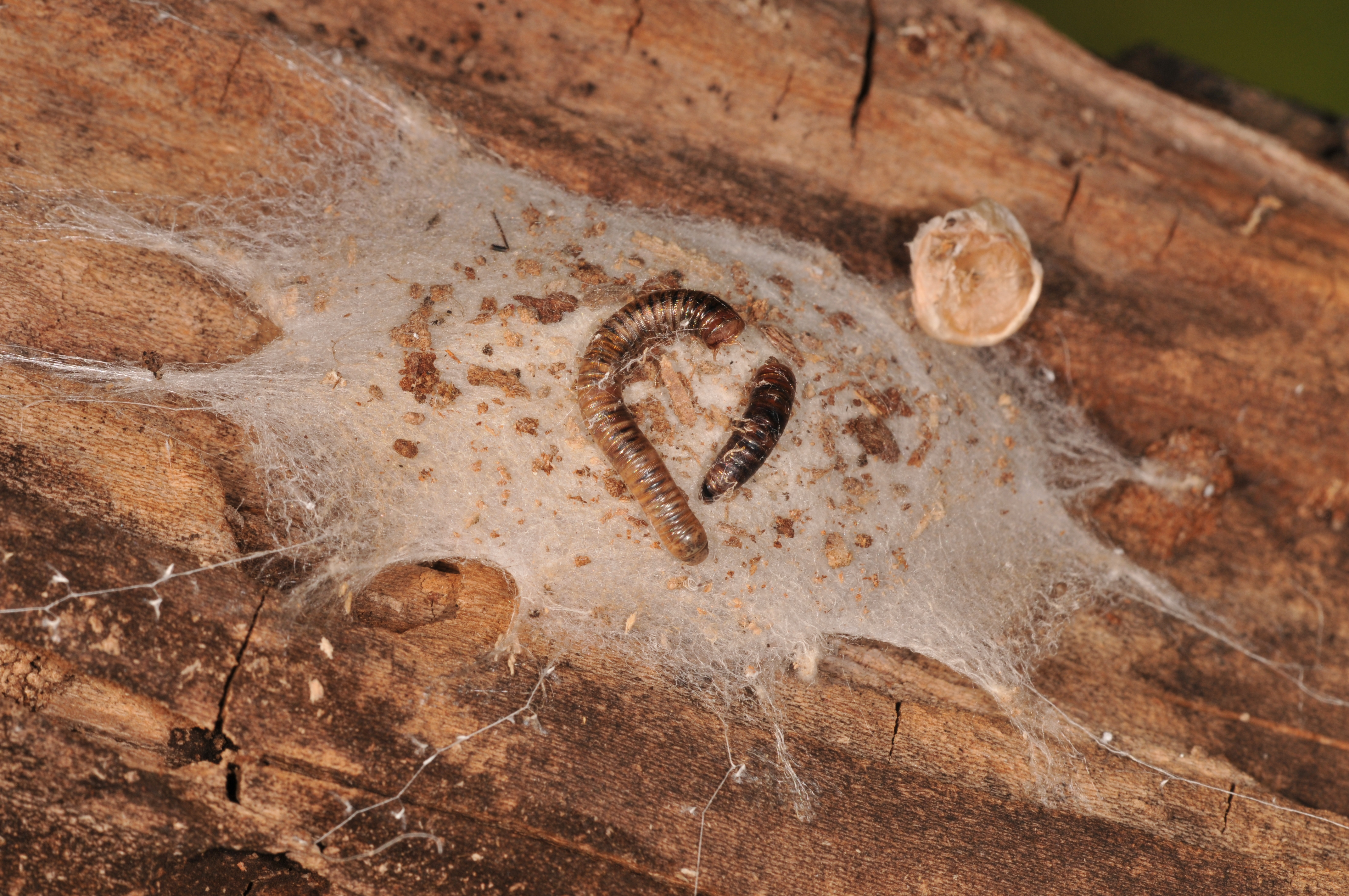
Uroctea durandi, ragnatela.

  - Uroctea grossa Roewer, 1960 — Afghanistan.
  - Uroctea hashemitorum Bosselaers, 1999 — Giordania.
  - Uroctea indica Pocock, 1900 — India.
  - Uroctea lesserti Schenkel, 1936 — Cina, Corea.
  - Uroctea limbata (C. L. Koch, 1843) — Regione paleartica.
  - Uroctea manii Patel, 1987 — India.
  - Uroctea matthaii Dyal, 1935 — Pakistan.
  - Uroctea multiprocessa Z. Z. Yang & Zhang, 2019 — Cina.
  - Uroctea paivani (Blackwall, 1868) — Isole Canarie, Isole Capo Verde.
  - Uroctea quinquenotata Simon, 1910 — Sudafrica.
  - Uroctea schinzi Simon, 1887 — Sudafrica.
  - Uroctea semilimbata Simon, 1910 — Sudafrica.
  - Uroctea septemnotata Tucker, 1920 — Namibia, Sudafrica.
  - Uroctea septempunctata (O. P.-Cambridge, 1872) — Israele.
  - Uroctea sudanensis Benoit, 1966 — Sudan, Somalia, Yemen.
  - Uroctea thaleri Rheims, Santos & van Harten, 2007 — Israele, Iran, Yemen, India.
  - Uroctea yunlingensis Z. Z. Yang & Zhang, 2019 — Cina.

- Urocteana Roewer, 1961.
  - Urocteana poecilis Roewer, 1961 — Senegal.

- Uroecobius Kullmann & Zimmermann, 1976.
  - Uroecobius ecribellatus Kullmann & Zimmermann, 1976 — Sudafrica.

### Specie presenti in Italia
In Italia sono presenti solo 2 generi con 4 specie.
- Oecobius cellariorum (Dugès, 1836) — Cosmopolita, presente su tutto il territorio nazionale.
- Oecobius maculatus Simon, 1870 (sin. Oecobius kahmanni Kritscher, 1966) — Dal Mediterraneo all'Azerbaigian, in Italia solo al nord.
- Oecobius navus Blackwall, 1859 — Cosmopolita, presente su tutto il territorio nazionale. Un tempo considerata sottospecie di O. annulipes, presente invece solo in Algeria.
- Uroctea durandi (Latreille, 1809) — Mediterraneo, presente in tutta la penisola ed in Sicilia, assente in Sardegna.